# Tweedia andina
Tweedia andina är en oleanderväxtart som först beskrevs av Rodolfo Amando Philippi, och fick sitt nu gällande namn av G.H. Rua. Tweedia andina ingår i släktet Tweedia och familjen oleanderväxter. Inga underarter finns listade i Catalogue of Life.